# Гидраты
Гидра́ты (от др.-греч. ὕδωρ «вода») — продукты присоединения воды к неорганическим и органическим веществам.

## История названия
Этот термин раньше широко применялся для всех соединений, выделяющих воду при нагревании. Так, NaOH называли гидратом окиси натрия. Однако сейчас гидратами называют только соединения, в которых молекула воды присутствует в виде отдельной структурной единицы.
Джон Кэрролл[уточнить] даёт следующее определение гидратов, которое применяется в нефтегазовой промышленности: 

«Гидратами» называют вещества, которые при комнатной температуре обычно находятся в газообразном состоянии. В число таких веществ входят метан, этан, двуокись углерода и сероводород. Отсюда возник термин «газовые гидраты», а также одно из широко распространённых заблуждений, связанных с этим видом соединений. Многие ошибочно полагают, что неводные жидкости неспособны к гидратообразованию, однако на самом деле гидраты могут образовываться и другими жидкостями. В качестве примера вещества, которое при комнатных условиях находится в жидком состоянии, но всё же образует гидрат, можно назвать дихлордифторметан (фреон-12).

## Образование гидратов
Причину образования гидратов Дж. Кэрролл объясняет так:

Способность воды образовывать гидраты объясняется наличием в ней водородных связей. Водородная связь заставляет молекулы воды выстраиваться в геометрически правильные структуры. В присутствии молекул некоторых веществ эта упорядоченная структура стабилизируется и образуется смесь, выделяемая в виде твёрдого осадка. Молекулы воды в таких соединениях называются «хозяевами», а молекулы других веществ, стабилизирующие кристаллическую решётку — «гостями» (гидратообразователями). Кристаллические решётки гидратов имеют сложное, трёхмерное строение, где молекулы воды образуют каркас, в полостях которого находятся заключённые молекулы-гости. Считается, что стабилизация кристаллической решётки в присутствии молекул-гостей обусловлена Ван-дер-Ваальсовыми силами, которые возникают из-за межмолекулярного притяжения, не связанного с электростатическим притяжением. Ещё одна интересная особенность газовых гидратов заключается в отсутствии связей между молекулами-гостями и хозяевами. Молекулы-гости могут свободно вращаться внутри решёток, образованных молекулами-хозяевами. Таким образом, данные соединения лучше всего описать как твёрдые растворы.

Кроме клатратных гидратов, существуют гидраты органических соединений. Многие лекарства содержат воду в кристаллической решетке, причём степень гидратации может зависеть от влажности окружающей среды. Степень гидратации может значительно влиять на растворимость лекарственного вещества и следовательно на биодоступность.